# James Rowlandson
James Rowlandson DD (1577 – 9 de maio de 1639) foi um cónego de Windsor de 1638 a 1639.

## Carreira
Ele foi educado no Queen's College, Oxford, onde formou-se BA em 1602, MA em 1605, BD em 1614 e DD em 1636.
Ele foi nomeado:
- Capelão do Bispo Bilson de Winchester
- Vigário de Southampton St Cross e Holyrood 1611
- Reitor de Bramdean 1615
- Reitor de East Tisted, Hampshire 1615
- Mestre do Hospital de Santa Maria Madalena, Winchester
- Capelão do rei Carlos I

Ele foi nomeado para a oitava bancada na Capela de São Jorge, Castelo de Windsor em 1638, e manteve a canonaria até 1639.